# Computer Assisted Personal Interview
Von Computer Assisted Personal Interviewing (CAPI; deutsch Rechner-unterstützte persönliche Befragung) spricht man, wenn ein Interviewer mit einem Notebook-Rechner, auf dem das Fragebogenprogramm läuft, die zu befragende Person aufsucht und dann mit ihr zusammen den Fragebogen am Bildschirm durchläuft. Technisch macht es dabei keinen Unterschied, ob der Interviewer die Fragen stellt und die Antworten eingibt oder ob die zu befragende Person selbst den Bildschirm betrachtet und die Tastatur verwendet. Allerdings kann es bei Anwesenheit eines Interviewers oder einer Interviewerin zu einer Verzerrung der Ergebnisse durch zum Beispiel den Effekt der sozialen Erwünschtheit kommen.
Die meisten CAPI-Systeme sind Varianten oder Abkömmlinge von CATI-Systemen. Folgende Systemkomponenten lassen sich unterscheiden:
- Die Programmier-Umgebung für den Fragebogen und das Laufzeitsystem für dessen Ausführung im Interview: Diese Systemteile sind in der Regel identisch mit denjenigen für die CATI-Anwendung, denn es macht keinen Unterschied, ob der Rechner im Telefonstudio steht oder auf einem Tisch zwischen dem zu Befragenden und dem Interviewer.

- Die Adressenverwaltung: Während bei CATI-Systemen die Adressen eines Projektes zentral verwaltet werden, muss bei CAPI-Systemen der Adressbestand zum Beispiel nach regionalen Kriterien vorab in Pakete unterteilt werden, die dann an verschiedene Interviewer übergeben werden. Die Adressenverwaltung unterstützt die Aufteilung der Adressen, deren Versand an die Interviewer (in der Regel mittels Dateitransfer oder als E-Mail-Dateianhänge), die regelmäßige, z. B. tägliche Zurückübertragung der Adressen mit dem jeweiligen Erledigungsstatus und deren Zusammenführen und Auswertung bei der zentralen Projektverwaltung. Zusammen mit den Adressen werden bei der Rückübertragung auch die erhobenen Daten versandt.

- Projektstatistik: Die Kennzahlen der Status der verschiedenen Projekte werden in Tabellen- und Chart-Form aufbereitet.

- Sprachenunterstützung: Diese Komponente unterstützt die Übertragung des Fragebogens in eine andere Befragungssprache.

Die Komponenten zur Projektstatistik und zur Sprachenunterstützung sind in CATI-, CAPI und auch in Web-basierten Befragungssystemen häufig identisch.